# Boels Dolmans Cyclingteam/Saison 2014
Dieser Artikel listet den Kader und die Erfolge des Radsportteams Boels Dolmans in der Saison 2014 auf.

## Erfolge
| Datum        | Rennen                                   | Kat. | Siegerin             |
| ------------ | ---------------------------------------- | ---- | -------------------- |
| 9. März      | Omloop van het Hageland                  | 1.2  | Elizabeth Armitstead |
| 15. März     | Ronde van Drenthe                        | CDM  | Elizabeth Armitstead |
| 6. April     | Flandern-Rundfahrt                       | CDM  | Eleonora van Dijk    |
| 15. Juli     | 1. Etappe Thüringen-Rundfahrt            | 2.1  | Elizabeth Armitstead |
| 16. Juli     | 2. Etappe Thüringen-Rundfahrt            | 2.1  | Romy Kasper          |
| 2. September | 1. Etappe Boels Rental Ladies Tour (EZF) | 2.1  | Eleonora van Dijk    |

## Team
| Name                 | Geburtsdatum | Nationalität           |
| -------------------- | ------------ | ---------------------- |
| Elizabeth Armitstead | 18.12.1988   | Vereinigtes Königreich |
| Jessie Daams         | 28.05.1990   | Belgien                |
| Demi de Jong         | 11.02.1995   | Niederlande            |
| Janneke Ensing       | 21.09.1986   | Niederlande            |
| Megan Guarnier       | 04.05.1985   | Vereinigte Staaten     |
| Romy Kasper          | 05.05.1988   | Deutschland            |
| Nina Kessler         | 04.07.1988   | Niederlande            |
| Christine Majerus    | 25.02.1987   | Luxemburg              |
| Katarzyna Pawłowska  | 16.08.1989   | Polen                  |
| Emma Trott           | 24.12.1989   | Niederlande            |
| Eleonora van Dijk    | 11.02.1987   | Niederlande            |
| Marieke van Wanroij  | 05.07.1979   | Niederlande            |
| Nicky Zijlaard       | 21.11.1995   | Niederlande            |